# NHL 1952/1953
Sezóna 1952/1953 byla 36. sezonou NHL. Vítězem Stanley Cupu se stal tým Montreal Canadiens.

## Konečná tabulka základní části
| Tým                 | Z  | V  | P  | R  | B  | VG  | IG  |
| ------------------- | -- | -- | -- | -- | -- | --- | --- |
| Detroit Red Wings   | 70 | 36 | 16 | 18 | 90 | 222 | 133 |
| Montreal Canadiens  | 70 | 28 | 23 | 19 | 75 | 155 | 148 |
| Boston Bruins       | 70 | 28 | 29 | 13 | 69 | 152 | 172 |
| Chicago Black Hawks | 70 | 27 | 28 | 15 | 69 | 169 | 175 |
| Toronto Maple Leafs | 70 | 27 | 30 | 13 | 67 | 156 | 167 |
| New York Rangers    | 70 | 17 | 37 | 16 | 50 | 152 | 211 |

## Play off
|  | Semifinále | Semifinále          | Semifinále |  |  | Finále Stanley Cupu | Finále Stanley Cupu | Finále Stanley Cupu |
|  |            |                     |            |  |  |                     |                     |                     |
|  | 1          | Detroit Red Wings   | 2          |  |  |                     |                     |                     |
|  | 3          | Boston Bruins       | 4          |  |  |                     |                     |                     |
|  |            |                     |            |  |  | 3                   | Boston Bruins       | 1                   |
|  |            |                     |            |  |  | 2                   | Montreal Canadiens  | 4                   |
|  | 2          | Montreal Canadiens  | 4          |  |  |                     |                     |                     |
|  | 4          | Chicago Black Hawks | 3          |  |  |                     |                     |                     |

## Ocenění
| Prince of Wales Trophy:    | Detroit Red Wings                      |
| Art Ross Trophy:           | Gordie Howe, Detroit Red Wings         |
| Calder Memorial Trophy:    | Lorne "Gump" Worsley, New York Rangers |
| Hart Memorial Trophy:      | Gordie Howe, Detroit Red Wings         |
| Lady Byng Memorial Trophy: | Red Kelly, Detroit Red Wings           |
| Vezina Trophy:             | Terry Sawchuk, Detroit Red Wings       |